# Pseudonaja textilis
Pseudonaja textilis is een slang uit de familie koraalslangachtigen (Elapidae).

## Naam en indeling
De wetenschappelijke naam van de soort werd voor het eerst voorgesteld door A.M.C. Duméril, Bibron & A.H.A. Duméril in 1854. Oorspronkelijk werd de wetenschappelijke naam Furina textilis gebruikt. De slang werd eerder aan andere geslachten toegekend, zoals Furina, Pseudonaia en Diemenia.

## Verspreiding en habitat
Pseudonaja textilis komt met name voor aan de oostkust van Australië met een verspreidingsgebied dat loopt van noordelijk Queensland via New South Wales tot het zuidoosten van Zuid-Australië en de zuidkust van Victoria. Twee geïsoleerde populaties komen voor in het zuiden van het Noordelijk Territorium en het grensgebied van het Noordelijk Territorium met West-Australië. Op Nieuw-Guinea komt Pseudonaja textilis in het oosten van Papoea-Nieuw-Guinea. De soort komt in een groot aantal habitats voor, zoals eucalyptusbos, heide en scrubland. In dichte bosgebieden en regenwouden ontbreekt deze slang. Pseudonaja textilis leeft ook in cultuurland, zoals landbouwgebieden en aan de randen van nederzettingen. De soort is aangetroffen tot op een hoogte van ongeveer 50 meter boven zeeniveau.

## Uiterlijke kenmerken
Pseudonaja textilis heeft een slanke bouw en is tot 2,5 meter lang. De huid op de rug is variabel van kleur, wisselend van lichtbruin tot bijna zwart. De buikhuid is lichtgeel, vaak met oranje of grijze plekken.

## Leefwijze
Pseudonaja textilis is met name dagactief, maar bij warm weer of in noordelijke gebieden ook wel 's nachts. De slang houdt zich verscholen in rotsspleten, onder rotsen of boomstronken, of in holen. Knaagdieren vormen de voornaamste prooi, maar ook andere kleine zoogdieren, kleine vogels, hagedissen, kikkers en zelfs andere slangen worden gegeten. Het gif van Pseudonaja textilis omvat neurotoxines en coagulantia. Bij grotere prooidieren maakt Pseudonaja textilis niet alleen gebruik van de giftige beet, maar wordt de prooi ook gewurgd, iets dat erg ongewoon is binnen de koraalslangachtigen. Bij gevaar ontsnapt Pseudonaja textilis bij voorkeur, maar in het nauw gebracht kan de slang agressief en snel zijn. Pseudonaja textilis is eierleggend en zet ongeveer 10 tot 35 eieren af per legsel.
Pseudonaja textilis geldt als de giftigste slang ter wereld na de inlandtaipan, die eveneens in Australië voorkomt.

## Beschermingsstatus
Door de internationale natuurbeschermingsorganisatie IUCN is de beschermingsstatus 'veilig' toegewezen (Least Concern of LC).